# Louis Ravet
Louis Ravet (Parigi, 14 giugno 1870 – Joinville-le-Pont, 7 aprile 1933) è stato un attore francese.

## Biografia

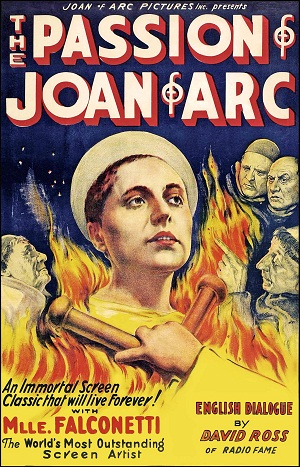
Locandina del film La passione di Giovanna d'Arco

Fu uno degli attori principali del cinema muto francese, famoso, in particolare, per avere recitato nel film La passione di Giovanna d'Arco. Ha, in totale, partecipato ad oltre quaranta pellicole, di cui, l'essenziale e ritenuta il capolavoro fu Samson del 1908, uno fra le prime opere a mettere in scena un personaggio mitologico.

## Filmografia parziale
- Samson, regia di Albert Capellani, Henri Andréani e Ferdinand Zecca (1908)
- Le Mort, regia di Bahier e Louis Feuillade (1909)
- Paillasse, regia di Camille de Morlhon (1910)
- Grandeur d'âme, regia di Henri Andréani (1910)
- David et Goliath, regia di Henri Andréani (1910)
- Messaline, regia di Henri Andréani (1910)
- L'Arlésienne, regia di André Antoine (1922)
- La passione di Giovanna d'Arco, regia di Carl Theodor Dreyer (1928)